# Peperomia cotoneasterifolia
Peperomia cotoneasterifolia är en pepparväxtart som beskrevs av William Trelease. Peperomia cotoneasterifolia ingår i släktet peperomior, och familjen pepparväxter. Inga underarter finns listade i Catalogue of Life.